# Drip (Album)
Drip ist ein Jazzalbum des Brad Shepik Trios mit Scott Colley und Tom Rainey. Die am 28. Mai 2002 im Acoustic Recording Studio in New York City entstandenen Aufnahmen erschienen am 7. Januar 2003 auf Knitting Factory Works. 2019 wurde das Album in remasterter Form wiederveröffentlicht.

## Hintergrund
Drip ist das zweite Album des Trios von Brad Shepik (Gitarre) mit dem Bassisten Scott Colley und dem Schlagzeuger Tom Rainey, mit denen er 2000 das Album Short Trip (Knitting Factory) eingespielt hatte. Seitdem arbeitete Shepik in Formationen wie dem Matt Darriau Paradox Trio, mit Ramesh Shotham und in der Formation Pachora (mit Chris Speed, Skúli Sverrisson, Jim Black).

## Titelliste
- Brad Shepik Trio: Drip (Knitting Factory Works KFW 312-2)[2]

1. A Boogie 5:53
2. Rêve pour Louis 5:22
3. P.M. 6:19
4. Trails 5:49
5. Drip 7:16
6. Balance 8:16
7. In the Weeds 5:14
8. Sugar Cliff 5:52

Alle Kompositionen stammen von Brad Shepik. Bei der Wiederveröffentlichung des Albums 2019 wurde die Abfolge der Stücke verändert; dieses Album beginnt mit „In the Weeds“.

## Rezeption
Rick Anderson verlieh dem Album in Allmusic vier Sterne und lobte Shepiks Kompositionen, die ebenso schrullig, kompliziert wie humorvoll seien, wie zum Beispiel das seltsame und liebenswerte „Rêve pour Louis“. Shepik sei ein Gitarrist mit beeindruckender Technik, aber es sei nicht allein seine Technik, die ihn wirklich bemerkenswert mache; es sei sein Kompositionsstil und seine Fähigkeit, Scott Colley und Tom Rainey so selbstbewusst in die unerforschte Wildnis seiner Kompositionen zu führen. Die Tatsache, dass sie ihm mit gleichem Selbstvertrauen und Ausgeglichenheit folgen könnten, sei nicht weniger beeindruckend.

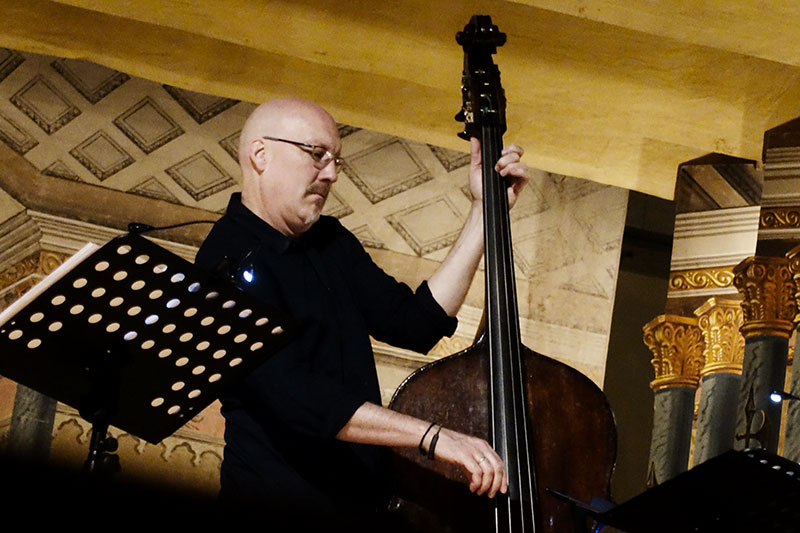
Scott Colley bei einem Auftritt auf dem Aarhus Jazz Festival 2016

Nate Chinen schrieb in JazzTimes, Shepiks berufliche Laufbahn habe zunächst hauptsächlich am Ethno-Jazz orientierte Ensembles wie Pachora, Tridruga und die Tiny Bell und Paradox Trios umfasst. In diesen Umgebungen habe er auf Instrumenten wie Tanpura, Tres und der Saz eine von Jazz geprägte Herangehensweise an die Musik des Balkans, der Türkei und Nordafrikas entwickelt, die keine enge Entsprechung oder klare Vorgeschichte habe. Doch Shepik habe die gleiche Leidenschaft und Fürsorge für den modernen Mainstream gezeigt, wie seine Diskographie bestätige. Fans des Gitarrentrio-Formats werden auf diesem Album einige Marksteine des Genres erkennen, wie Pat Martino („P.M.“), Pat Metheny („Trails“) und Grant Green („A Boogie“). Was diese Gruppe – abgesehen von der gemeinsamen Sprache der Virtuosität – auszeichne, sei ein unbewusster Appetit. Sie sind in der Lage, zwischen schwankenden Tiraden mit Blitzlichtern und intimen Gutenachtgeschichten zu wechseln, ohne dass eine Veränderung erkennbar ist. Eigentlich geschehe dies alles innerhalb einer Melodie, der komplizierten und faszinierenden „Balance“. An anderer Stelle auf dem Album adaptieren sie westafrikanische Musik, indonesische Musik, den Blues – und nichts klinge jemals aufgesetzt, halbgar oder unaufrichtig. Auf diese Weise könne das Trio kaum als Shepiks „Jazz“-Outlet angesehen werden. Offensichtlich sei alles Musik, jedes Element genauso wichtig wie das nächste.
Im Kopf von Brad Shepik lebten mehrere verschiedene Musikwelten, schrieb Tom Moon für National Public Radio; man könne hören, wie sich diese in einem Stück namens „In the Weeds“ in Position brächten. Das ursprüngliche Motiv sei klassischer Hardbop, etwas, das der Jazzgitarrist Wes Montgomery gespielt haben könnte. Aber nach ein paar Wiederholungen weiche dies einer spritzigen, schnellen Melodie, die der westafrikanischen Gitarrenmusik ähnle. Seit Jahren kreiere Shepik wilde Improvisationssituationen aus den starren, stark strukturierten Volksliedern Osteuropas. Dies setze er auf Drip fort, zeige aber auch eine romantischere Seite. Die Songs von Drip wären nicht nur hübsch anzuhören, so der Autor, „sie sind ungestüm und hektisch, gespickt mit cleveren kompositorischen Wendungen und streitbaren kleinen Dreiergesprächen.“ Das Ergebnis klinge klassisch, sei aber zugleich auf trotzige Weise neu. „Die Jazzgitarren-Platte, die Sie schon ewig vermisst haben.“